# Becsület és dicsőség
A Becsület és dicsőség egy 1951-ben bemutatott, 2986 méternyi filmre forgatott, 105 perces fekete-fehér magyar film Gertler Viktor rendezésében. Műfaját tekintve a sematizmus jegyében született, azon belül pedig egy propagandisztikus termelési/szabotázs film. A forgatókönyv alapját Örkény István Házastársak című regénye illetve „Örkény István: Palackba zárt cirkáló című, megrendelésre írt filmnovellája képezi, amely a későbbiekben – ún. librettó formájában – már Sztálini műszak munkacím alatt futott. Ezt aztán végül – nomen est omen – Becsület és dicsőségre változtatták.” A felvételek legnagyobb részben a MÁVAG, a Ganz hajó és a Standard, valamint a Fémáru- és Szerszámgépgyár üzemeiben készültek.

## Történet
Részlet Szilágyi Gábor Tűzkeresztség című könyvéből: 
"A film cselekménye két évvel korábban, 1949-ben játszódik. Lugosi Sándor (Görbe János) - aki két évet töltött hadifogolyként Nyizsnyij Tagilban, ahol munkatársa, Jóna (Kőmíves Sándor) társaságában oroszul is megtanult - a mozdonyszerelő műhely legjobb vasesztergályosa. Mégis, a hónap végén fele annyit visz haza a borítékban, mint felesége, Eszter (Sulyok Mária). Kénytelen órát javítani, hogy a fizetését kiegészítse, holott ez elvonja kedvenc időtöltésétől, a modellezéstől, amit nagy türelemmel végez: apró darabokból állítja össze a hajótestet egy üvegpalack belsejében. Eszter nap mint nap későn jár haza - hol szemináriumon van, hol értekezik -, s emiatt egyre hevesebb a szóváltás kettejük között. A férj csak a maga életét akarja élni, a feleség a közösségért is tenni kíván. 
Lugosi mind megkeseredettebb: találmányán, egy új esztergakésen három hónapja „ülnek" már az újítási irodán. 
Az üzemben akadozik a termelés, rossz a szervezés. Hartlauer (Apáthi Imre), az üzem vezetője, a volt főmérnök a munkaversenyt okolja: „siet a munkás, sok a selejt". Dallos, az új párttitkár (Deák Sándor) - aki „Ferenc" fedőnévvel részt vett az ellenállásban - Kórodit, a főmérnököt hibáztatja. Lugosi Hartlauerhez fordul újítása ügyében, aki jó alanyt lát a megkeseredett emberben, hogy tervei szolgálatába állítsa. Hartlauert mint munkásnyúzót a felszabadulás után kirúgták a gyárból, és már hosszú ideje készül a „revánsra". „Majd elbánunk az elvtársakkal" - mondja Gosztola művezetőnek, cinkostársának. Időközben Lugosi újítását - amit Kórodi hibásnak tart - végleg elutasítják. Dühét csak fokozza, hogy megtudja: feleségét „kiemelték", pártiskolára küldik. Összevesznek, az asszony távozása után Lugosi barátja, Bárány (Pásztor János) - akit Eszter mindig rossz szemmel nézett - a magára maradt férjhez költözik. Ő „simítja el Sándor selejtjét is Gosztolával, aki szeretne befurakodni a pártba. Lugosit kéri ajánlóul, de az elutasítja. Az üzem Sztálin 70. születésnapjára készül versenyfelajánlásokkal. Esztert a pártiskola elvégzése után a minisztériumba akarják helyezni, de ő visszakéri magát a gyárba, az ellenőrzési osztályra. Lugosi elérkezettnek látja az időt, hogy lebecsült találmányát a munkaversenyben hasznosítsa, de ezt Gosztola megakadályozza. Jóna versenyre hívja ki Lugosit. Hartlauer - a sztálini műszak láttán - cselekvésre szánja el magát. Megtagadja az erősebb motorokat követelő Lugosi kérését. Az esztergályos felmegy panaszra az ellenőrzésre („az új káderhez"), s ott legnagyobb meglepetésére feleségével találja szembe magát. Eszter felelősségre vonja Hartlauert. 24 órát ad a mérnöknek - „aki lebecsüli a munkások újításait" - a kérés teljesítésére. A kishitű Kórodi - a mozdonygyár nevében - legfeljebb egy mozdonyt és a selejt kétszázalékos csökkentését ajánlja fel Sztálin elvtárs születésnapjára, de az üzemi nagygyűlésen egy munkás húszat javasol, amit 3 ezer torok visszhangoz. A kételkedő Kórodit végképp meggyőzi az éjnek éjszakáján beállító Dallos híre: jön Bikov, a híres újító! A szovjet élmunkás Lugosi gépével lát az esztergáláshoz. „Forgácstörő! Nagyszerű gondolat!" - kiált fel Lugosi Bikov kése láttán, ő is a gép mellé áll, és sokat ócsárolt késével „1000 méterrel vág". „Ha ez a 20 mozdony elkészül, nekünk fuccs!" - eszmél Hartlauer. A hűtlenné lett baráttal, Báránnyal kicserélteti Lugosi szelepeit, s a rossz szelep miatt az egyik készülő mozdony elindul. Szabotázs! Gosztola Lugosit vádolja, de ő róluk rántja le a leplet. ígéri, kiköszörüli a csorbát: a sztálini műszakban nyolc óra alatt megcsinálja a szelepeket -„amelyeket ezek a gazemberek elszabotáltak" - a gyorsvágás módszerével. A jó munka jutalma nem várat magára. A Lugosi házaspár beutalót kap Galyatetőre, de a fáradhatatlan esztergályos itt sem nyughat. Az üdülőknek előadást tart a gyorsvágásról, s Eszter mosolygó arccal nyugtázza országos hírnévre szert tett férje sikerét."

## Stáblista

### Készítők
- Gertler Viktor – rendező
- Örkény István – író
- Révész György – dramaturg
- Eiben István – operatőr
- Kadosa Pál – zene, a Magyar Rádió Szimfónikus Zenekarát Polgár Tibor vezényelte
- Pán József – díszlettervező
- Szécsényi Ferencné (Szécsényi Mária) – vágó
- Pless Ferenc  – gyártásvezető
- Léhmann Mihány – hangmérnök
- Koosenda László és Őrsy Béla – fővilágosító
- Pásztor István – II. operatőr
- Makk Károly – I. segédrendező
- Révész György – II. asszisztens
- Langmár Béla – segédoperatőr
- Gaál László – felvételvezető
- Sörés Imre – építész
- Sáfár Emilné – berendező
- Pásztory Tibor – maszkmester
- Bacsó Péter – dramaturg segéd

### Szereplők
- Görbe János – Lugosi Sándor esztergályos
- Sulyok Mária – Eszter (Lugosi Sándorné)
- Gobbi Hilda – Mami (Lugosi Sándor édesanyja)
- Szatmári István  – Luckó (Lugosiék fia)
- Szemes Mari – Béres Rózsi, átképzős (Luckó szerelme)
- Pásztor János – Bárány Jenő
- Kőmíves Sándor - Jóna Gyula, a 14-es alapszerv párttitkára
- Deák Sándor – Dallos Ferenc, üzemi párttitkár
- Molnár Tibor – Pavel Bikov, szovjet sztahanovista gyorsvágó
- Képessy József – Sántha, a Mozdonygyár vezérigazgatója
- Egri István – Kórodi főmérnök
- Apáthi Imre – Hartlauer Elemér, főmérnök
- Juhász József – Gosztola revizor
- Somló István – Bittera László, minisztériumi tanácsos
- Gózon Gyula  – Birman, öreg munkás

### Epizódisták
- Soós Lajos – Steszi Pál, vésős
- Vándor József – Benyó, egyik munkás, aki súlyzózik és felkapja Birman bácsit; a film végén ő viszi fel a Zephir kályhát
- Horváth Jenő – Cserna, minisztériumi osztályvezető
- Tamás Benő – a festő, aki Bittera László tanácsos irodáját festi
- Palotai István – ő adja át a vándorzászlót Steszinek, illetve a versenyfelajánlások aláírója
- Fenyő Emil – Maminak, Lugosi Sándor édesanyjának az orvosa
- Károlyi Béla – Pavel Bikov tolmácsa

### Epizódisták, akik nem szerepelnek a stáblistán
- Psota Irén – Eszterrel az Ifjúságot éneklő munkások egyike; mikor Eszter 32 másodperc helyett, 25 másodperc alatt készíti el a munkadarabot, a körülötte állók egyike, itt szövege is van; Bikov elvtárs bemutatóján az ámuló sokaság egyike
- Árkos Gyula  – a film végén Lugosi Sándor hallgatóságának egyik tagja, aki dicséri Lugosit
- Petrik József - egyik munkás, aki hecceli Birman bácsit
- Sinkovits Imre – egyik munkás, aki a szelepekre hivatkozik
- Misoga László – az időmérő, mikor Eszter 32 másodperc helyett, 25 másodperc alatt készíti el a munkadarabot
- Siménfalvy Sándor – Eszter időmérése után ő hozza a hírt, hogy Eszter menjen a vezérigazgatóhoz, illetve egy másik jelenetben ő szól Lugosinak, hogy menjen a portára, mert telefonon keresik a kórházból
- Pápai Erzsi – egyik munkáslány, aki Eszter 25 másodperces bravúrja után felkiált, hogy: „- Éljen Eszter!”
- Farkas Gyula - Eszter időmérőjén a sapkás munkás férfi, aki meglepődik, hogy Eszter 25 másodperc alatt elkészítette a munkadarabot
- Lóth Ila – Jóna Gyula felesége
- Szigeti Géza  – ?
- Andai Béla - A galyatetői üdülőben a portás/recepciós
- ? - Dallos Ferenc, üzemi párttitkár titkárnője
- ? - Cserna, Sántha, Dallos és Kórodi megbeszélésén a jegyzetelő hölgy
- ? - Mami kórtermében az ápolónő
- ? - A kórház előtt álló őr/portás, akinek szól Mami, hogy nem vár tovább a fiára, Lugosira

## A film fogadtatása
A korabeli újságcikkek „természetesen” szuperlatívuszokban írtak a filmről, ahogy általában minden akkoriban elkészült új magyar filmről. Időközben viszont Révai József népművelési miniszter hadjáratot indított a sematizmus ellen és gyakorlatilag a Becsület és dicsőségen verte el a port a párt, olyannyira, hogy a készítőket be is rendelték a Szabad Néphez és éppen azt kérték számon rajtuk, amit korábban maguk az MDP mindenható emberei adtak utasításba a film kapcsán. Nézőszámát tekintve is alulteljesített a film. Alig félmillióan tekintették meg, szemben a kor többi magyar filmjével, amik közelítették vagy akár bőségesen meg is haladták a milliós nézőszámot.  